# White Earth (Dakota del Nord)
White Earth è un centro abitato (city) degli Stati Uniti d'America, situato nella Contea di Mountrail nello Stato del Dakota del Nord. Nel censimento del 2000 la popolazione era di 63 abitanti. La città è stata fondata nel 1888.

## Geografia fisica
Secondo i rilevamenti dell'United States Census Bureau, la località di White Earth si estende su una superficie di 3,90 km², tutti occupati da terre.

## Popolazione
Secondo il censimento del 2000, a White Earth vivevano 63 persone, ed erano presenti 16 gruppi familiari. La densità di popolazione era di 16,3 ab./km². Nel territorio comunale si trovavano 27 unità edificate. Per quanto riguarda la composizione etnica degli abitanti, il 93,65% era bianco e il 6,35% apparteneva a due o più razze.
Per quanto riguarda la suddivisione della popolazione in fasce d'età, il 33,3% era al di sotto dei 18, il 6,3% fra i 18 e i 24, il 25,4% fra i 25 e i 44, il 25,4% fra i 45 e i 64, mentre infine il 9,5% era al di sopra dei 65 anni di età. L'età media della popolazione era di 31 anni. Per ogni 100 donne residenti vivevano 90,9 maschi.